# Canton de Saint-Romain-de-Colbosc
Le canton de Saint-Romain-de-Colbosc est une circonscription électorale française située dans le département de la Seine-Maritime et la région Normandie.
À la suite du redécoupage cantonal de 2014, les limites territoriales du canton sont remaniées. Le nombre de communes du canton passe de 18 à 38.

## Géographie
Ce canton est organisé autour de Saint-Romain-de-Colbosc dans l'arrondissement du Havre. Son altitude varie de 0 m (La Cerlangue) à 135 m (La Remuée) pour une altitude moyenne de 107 m.

## Histoire
- De 1833 à 1848, les cantons de Lillebonne et de Saint-Romain  avaient le même conseiller général. Le nombre de conseillers généraux était limité à 30 par département[5].

- Par décret du 27 février 2014, le nombre de cantons du département est divisé par deux, avec mise en application aux élections départementales de mars 2015. Le canton de Saint-Romain-de-Colbosc est conservé et s'agrandit. Il passe de 18 à 38 communes[4].

## Représentation

### Conseillers généraux de 1833 à 2015
| Période         | Période          | Identité                                 | Étiquette                                             | Qualité |
| --------------- | ---------------- | ---------------------------------------- | ----------------------------------------------------- | --- |
| 1836            | 1861 (décès)     | Pierre Lizot                             |                                                       | Procureur du Roi à Rouen (1834-1840), puis Président du Tribunal de première instance de Rouen (depuis 1840) |
| 1861            | 1871             | Pierre Gustave Lizot (fils du précédent) | Conservateur                                          | Ancien Préfet de Seine-Inférieure Substitut du Procureur général à Rouen Sénateur (1882-1891)                |
| 1871            | 1874             | Pierre Brière                            |                                                       | Notaire - Maire de Saint-Romain-de-Colbosc (1848-1857)                                                       |
| 1874            | 1907 (décès)     | Georges Le Bourgeois (1840-1907)         | Bonapartiste puis Monarchiste puis Républicain rallié | Maire de Rogerville, conseiller d'arrondissement                                                             |
| 1907            | 1913             | René Préveraud de la Boutresse           | Libéral                                               | Maire de Saint-Romain-de-Colbosc (1904-1911)                                                                 |
| 1913            | 1940             | Paul Guillard                            | Républicain Progressiste                              | Avocat - Maire d'Etainhus, conseiller d'arrondissement Nommé membre du Conseil départemental en 1943         |
| 1945            | 1951             | M. Maillard                              | DVD                                                   | |
| 1951            | 1961 (décès)     | Georges Allais                           | DVD                                                   | Notaire à Saint-Romain-de-Colbosc                                                                            |
| 25 fevrier 1962 | 1965 (démission) | Jean Mullié                              | MRP                                                   | Vétérinaire                                                                                                  |
| 24 octobre 1965 | 1982             | Henri Odièvre (1902-2002)                | RI puis UDF                                           | Grainetier Maire de Saint-Romain-de-Colbosc                                                                  |
| 1982            | 2015             | Denis Merville                           | RPR puis UMP ("Alternance 76")                        | Inspecteur central des impôts Maire de Sainneville-sur-Seine depuis 1977 Député (1993-1997 et 2002-2007)     |

### Conseillers d'arrondissement (de 1833 à 1940)
| Période                                  | Période          | Identité                   | Étiquette                   | Qualité |
| ---------------------------------------- | ---------------- | -------------------------- | --------------------------- | --- |
| 1833                                     | 1852             | M. Dubois fils             |                             | Maire de Saint-Romain-de-Colbosc                                                                            |
| 1852                                     | 1871             | M. Brière                  | Bonapartiste                | |
| 1871                                     | 1874             | Georges Le Bourgeois       | Bonapartiste                | Maire de Rogerville                                                                                         |
| 1874                                     | 1895             | Marquis Richard d'Houdetot | Monarchiste                 | Maire de Saint-Laurent-de-Brèvedent                                                                         |
| 1895                                     | 1909 (démission) | Louis-Paul Crouzet         | Républicain antiministériel | Médecin, ancien maire de Bolbec                                                                             |
| 1909                                     | 1913             | Paul Guillard              | Républicain progressiste    | Avocat, maire d'Étainhus                                                                                    |
| 1913                                     | 1940             | Édouard Sanson             | Républicain                 | Propriétaire à Étainhus                                                                                     |
| 1940                                     |                  |                            |                             | Les conseils d'arrondissement ont été suspendus par la loi du 12 octobre 1940 et n'ont jamais été réactivés |
| Les données manquantes sont à compléter. |                  |                            |                             | |

### Représentation à partir de 2015
| Période élective | Période élective | Mandat | Mandat   | Identité        | Nuance | Nuance | Qualité |
| ---------------- | ---------------- | ------ | -------- | --------------- | ------ | ------ | --- |
| 2015             | 2021             | 2015   | 2021     | Sophie Allais   |        | LR     | Contrôleur de gestion, maire de Virville (2014-2020)                                                                    |
| 2015             | 2021             | 2015   | 2021     | Denis Merville  |        | LR     | Inspecteur central des impôts retraité Maire de Sainneville-sur-Seine Président des Maires de Seine-Maritime            |
| 2021             | 2028             | 2021   | en cours | David Guérin    |        | DVC    | Éleveur de poneys, conseiller municipal de La Cerlangue, suppléant de la Députée Horizons Marie-Agnès Poussier-Winsback |
| 2021             | 2028             | 2021   | en cours | Claire Guéroult |        | HOR    | Maire d'Écrainville |

### Résultats détaillés

#### Élections de mars 2015
À l'issue du 1er tour des élections départementales de 2015, deux binômes sont en ballottage : Sophie Allais et Denis Merville (Union de la Droite, 30,76 %) et Cédric Le Moal et Valérie Thibaut (FN, 27,16 %). Le taux de participation est de 53,63 % (12 937 votants sur 24 124 inscrits) contre 49,48 % au niveau départemental et 50,17 % au niveau national.
Au second tour, Sophie Allais et Denis Merville (Union de la Droite) sont élus avec 65,33 % des suffrages exprimés et un taux de participation de 52,06 % (7 348 voix pour 12 559 votants et 24 124 inscrits).

#### Élections de juin 2021
Le premier tour des élections départementales de 2021 est marqué par un très faible taux de participation (33,26 % au niveau national). Dans le canton de Saint-Romain-de-Colbosc, ce taux de participation est de 35,5 % (8 932 votants sur 25 163 inscrits) contre 32,19 % au niveau départemental. À l'issue de ce premier tour, deux binômes sont en ballottage : David Guerin et Claire Gueroult (DVC, 37,66 %) et Laurent Gilles et Véronique Perdriel (RN, 21,94 %).
Le second tour des élections est marqué une nouvelle fois par une abstention massive équivalente au premier tour. Les taux de participation sont de 34,36 % au niveau national, 32,06 % dans le département et 34,6 % dans le canton de Saint-Romain-de-Colbosc. David Guerin et Claire Gueroult (DVC) sont élus avec 70,58 % des suffrages exprimés (5 569 voix pour 8 709 votants et 25 167 inscrits),,. 

## Composition

### Composition avant 2015
Le canton de Saint-Romain-de-Colbosc regroupait 18 communes.
| Nom                                 | Code Insee | Codepostal | Superficie (km2) | Population (dernière pop. légale) | Densité (hab./km2) |
| ----------------------------------- | ---------- | ---------- | ---------------- | --------------------------------- | ------------------ |
| Saint-Romain-de-Colbosc (chef-lieu) | 76647      | 76430      | 11,74            | 3 884 (2012)                      | 331                |
| La Cerlangue                        | 76169      | 76430      | 27,93            | 1 308 (2012)                      | 47                 |
| Épretot                             | 76239      | 76430      | 6,84             | 721 (2012)                        | 105                |
| Étainhus                            | 76250      | 76430      | 8,22             | 1 081 (2012)                      | 132                |
| Gommerville                         | 76303      | 76430      | 7,39             | 702 (2012)                        | 95                 |
| Graimbouville                       | 76314      | 76430      | 6,40             | 617 (2012)                        | 96                 |
| Oudalle                             | 76489      | 76430      | 9,65             | 404 (2012)                        | 42                 |
| La Remuée                           | 76522      | 76430      | 7,03             | 1 320 (2012)                      | 188                |
| Rogerville                          | 76533      | 76700      | 9,50             | 1 242 (2012)                      | 131                |
| Sainneville                         | 76551      | 76430      | 6,97             | 814 (2012)                        | 117                |
| Saint-Aubin-Routot                  | 76563      | 76430      | 6,63             | 1 902 (2012)                      | 287                |
| Saint-Gilles-de-la-Neuville         | 76586      | 76430      | 7,09             | 663 (2012)                        | 94                 |
| Saint-Laurent-de-Brèvedent          | 76596      | 76700      | 7,79             | 1 409 (2012)                      | 181                |
| Saint-Vigor-d'Ymonville             | 76657      | 76430      | 29,43            | 1 066 (2012)                      | 36                 |
| Saint-Vincent-Cramesnil             | 76658      | 76430      | 4,77             | 617 (2012)                        | 129                |
| Sandouville                         | 76660      | 76430      | 14,80            | 804 (2012)                        | 54                 |
| Tancarville                         | 76684      | 76430      | 7,42             | 1 368 (2012)                      | 184                |
| Les Trois-Pierres                   | 76714      | 76430      | 7,48             | 710 (2012)                        | 95                 |

### Composition depuis 2015
Le canton comprend trente-huit communes entières.
| Nom                                             | Code Insee | Intercommunalité            | Superficie (km2) | Population (dernière pop. légale) | Densité (hab./km2) | Modifier                                    |
| ----------------------------------------------- | ---------- | --------------------------- | ---------------- | --------------------------------- | ------------------ | ------------------------------------------- |
| Saint-Romain-de-Colbosc (bureau centralisateur) | 76647      | CU Le Havre Seine Métropole | 11,74            | 4 608 (2022)                      | 393                | modifier les données · modifier les données |
| Angerville-Bailleul                             | 76012      | CC Campagne de Caux         | 4,59             | 184 (2022)                        | 40                 | modifier les données · modifier les données |
| Annouville-Vilmesnil                            | 76021      | CC Campagne de Caux         | 5,82             | 449 (2022)                        | 77                 | modifier les données · modifier les données |
| Auberville-la-Renault                           | 76033      | CC Campagne de Caux         | 4,96             | 451 (2022)                        | 91                 | modifier les données · modifier les données |
| Bec-de-Mortagne                                 | 76068      | CC Campagne de Caux         | 11,94            | 676 (2022)                        | 57                 | modifier les données · modifier les données |
| Bénarville                                      | 76076      | CC Campagne de Caux         | 4,36             | 262 (2022)                        | 60                 | modifier les données · modifier les données |
| Bornambusc                                      | 76118      | CC Campagne de Caux         | 4,11             | 243 (2022)                        | 59                 | modifier les données · modifier les données |
| Bréauté                                         | 76141      | CC Campagne de Caux         | 13,91            | 1 363 (2022)                      | 98                 | modifier les données · modifier les données |
| Bretteville-du-Grand-Caux                       | 76143      | CC Campagne de Caux         | 11,41            | 1 373 (2022)                      | 120                | modifier les données · modifier les données |
| La Cerlangue                                    | 76169      | CU Le Havre Seine Métropole | 27,93            | 1 297 (2022)                      | 46                 | modifier les données · modifier les données |
| Daubeuf-Serville                                | 76213      | CC Campagne de Caux         | 7,75             | 396 (2022)                        | 51                 | modifier les données · modifier les données |
| Écrainville                                     | 76224      | CC Campagne de Caux         | 12,82            | 985 (2022)                        | 77                 | modifier les données · modifier les données |
| Épretot                                         | 76239      | CU Le Havre Seine Métropole | 6,84             | 783 (2022)                        | 114                | modifier les données · modifier les données |
| Étainhus                                        | 76250      | CU Le Havre Seine Métropole | 8,22             | 1 209 (2022)                      | 147                | modifier les données · modifier les données |
| Goderville                                      | 76302      | CC Campagne de Caux         | 7,98             | 2 829 (2022)                      | 355                | modifier les données · modifier les données |
| Gommerville                                     | 76303      | CU Le Havre Seine Métropole | 7,39             | 740 (2022)                        | 100                | modifier les données · modifier les données |
| Gonfreville-Caillot                             | 76304      | CC Campagne de Caux         | 4,22             | 397 (2022)                        | 94                 | modifier les données · modifier les données |
| Graimbouville                                   | 76314      | CU Le Havre Seine Métropole | 6,40             | 608 (2022)                        | 95                 | modifier les données · modifier les données |
| Grainville-Ymauville                            | 76317      | CC Campagne de Caux         | 6,29             | 423 (2022)                        | 67                 | modifier les données · modifier les données |
| Houquetot                                       | 76368      | CC Campagne de Caux         | 4,09             | 341 (2022)                        | 83                 | modifier les données · modifier les données |
| Manneville-la-Goupil                            | 76408      | CC Campagne de Caux         | 8,75             | 1 045 (2022)                      | 119                | modifier les données · modifier les données |
| Mentheville                                     | 76425      | CC Campagne de Caux         | 3,08             | 301 (2022)                        | 98                 | modifier les données · modifier les données |
| Oudalle                                         | 76489      | CU Le Havre Seine Métropole | 9,65             | 499 (2022)                        | 52                 | modifier les données · modifier les données |
| La Remuée                                       | 76522      | CU Le Havre Seine Métropole | 7,03             | 1 280 (2022)                      | 182                | modifier les données · modifier les données |
| Sainneville                                     | 76551      | CU Le Havre Seine Métropole | 6,97             | 866 (2022)                        | 124                | modifier les données · modifier les données |
| Saint-Aubin-Routot                              | 76563      | CU Le Havre Seine Métropole | 6,63             | 1 972 (2022)                      | 297                | modifier les données · modifier les données |
| Saint-Gilles-de-la-Neuville                     | 76586      | CU Le Havre Seine Métropole | 7,09             | 659 (2022)                        | 93                 | modifier les données · modifier les données |
| Saint-Laurent-de-Brèvedent                      | 76596      | CU Le Havre Seine Métropole | 7,79             | 1 492 (2022)                      | 192                | modifier les données · modifier les données |
| Saint-Maclou-la-Brière                          | 76603      | CC Campagne de Caux         | 4,96             | 470 (2022)                        | 95                 | modifier les données · modifier les données |
| Saint-Sauveur-d'Émalleville                     | 76650      | CC Campagne de Caux         | 7,48             | 1 203 (2022)                      | 161                | modifier les données · modifier les données |
| Saint-Vigor-d'Ymonville                         | 76657      | CU Le Havre Seine Métropole | 29,43            | 1 165 (2022)                      | 40                 | modifier les données · modifier les données |
| Saint-Vincent-Cramesnil                         | 76658      | CU Le Havre Seine Métropole | 4,77             | 695 (2022)                        | 146                | modifier les données · modifier les données |
| Sandouville                                     | 76660      | CU Le Havre Seine Métropole | 14,80            | 801 (2022)                        | 54                 | modifier les données · modifier les données |
| Sausseuzemare-en-Caux                           | 76669      | CC Campagne de Caux         | 3,88             | 430 (2022)                        | 111                | modifier les données · modifier les données |
| Tocqueville-les-Murs                            | 76695      | CC Campagne de Caux         | 3,47             | 274 (2022)                        | 79                 | modifier les données · modifier les données |
| Les Trois-Pierres                               | 76714      | CU Le Havre Seine Métropole | 7,48             | 815 (2022)                        | 109                | modifier les données · modifier les données |
| Vattetot-sous-Beaumont                          | 76725      | CC Campagne de Caux         | 6,94             | 583 (2022)                        | 84                 | modifier les données · modifier les données |
| Virville                                        | 76747      | CC Campagne de Caux         | 2,46             | 343 (2022)                        | 139                | modifier les données · modifier les données |
| Canton de Saint-Romain-de-Colbosc               | 7632       |                             | 315,43           | 34 510 (2022)                     | 109                | modifier les données                        |

## Démographie

### Démographie avant 2015
| 1962   | 1968   | 1975   | 1982   | 1990   | 1999   | 2006   | 2011   | 2012   |
| ------ | ------ | ------ | ------ | ------ | ------ | ------ | ------ | ------ |
| 11 250 | 11 774 | 13 702 | 15 422 | 17 318 | 18 705 | 19 400 | 20 333 | 20 632 |

### Démographie depuis 2015
En 2022, le canton comptait 34 510 habitants, en évolution de +2,89 % par rapport à 2016 (Seine-Maritime : +0,35 %, France hors Mayotte : +2,11 %).
| 2013   | 2018   | 2022   |
| ------ | ------ | ------ |
| 33 148 | 33 776 | 34 510 |